# Bec-de-cane
En termes de serrurerie, le bec-de-cane est une espèce de petite serrure qui ne ferme pas à clef et qu'on ouvre en tournant un bouton en olive ou plat. Ce bouton termine une tige qui est perpendiculaire au panneau et entre dans la serrure pour en mouvoir le pêne. Le bec-de-cane qui sert à fermer et ouvrir les portes de cabinet est pourvu de deux boutons qui saillent sur chaque face de la porte.
Fin XVIIIe siècle, le bec-de-cane est une petite serrure à demi-tour, avec ou sans cloison, qui ouvre par le moyen d'une boucle ou d'un bouton simple ou double. On distingue plusieurs sortes de becs-de-cane par rapport à leur forme, à leur qualité, et à l'usage qu'on en fait:
- Bec-de-cane poli sur platine ou sans cloison, ou bec-de-cane sur le dos - Il n'a qu'un bouton, et sert à la fermeture des armoires[S 1].
- Bec-de-cane à écrou - Il sert comme le précédent, et n'a de même qu'un bouton[S 1].
- Bec-de-cane à feuille - Un bec-de-cane aussi monté sur une platine, et qui sert à fermer le haut d'une armoire au moyen d'une serrure ou d'un second bec-de-cane[S 1].
- Bec-de-cane à équerre - Celui-ci sert au même usage que le précédent et est, de plus, encloisonné - Il s'ouvre au moyen d'une équerre à laquelle est attaché un fil de fer[S 1].
- Bec-de-cane à équerre - Celui-ci porte de même une équerre dans son intérieur pour faire ouvrir, au moyen d'un bouton et d'un fil de fer, un second bec-de-cane semblable au précédent placé au haut de la porte[S 1].
- Bec-de-cane à boucle simple - Celui-ci sert à la fermeture des volets dans les embrasements de fenêtres[1],[S 1].
- Bec-de-cane poli à deux boutons olive, ou à deux boucles à charnière - Celui-ci est le plus en usage - Il sert à la fermeture des portes d'appartement, à cadres ou vitrées - On en distingue de deux sortes, l'un à un, et l'autre à deux picolets ou cramponnets[S 1].
- Bec-de-cane à deux pênes - Semblable au dernier, il a un second pêne dormant qu'on nomme verrou de nuit[S 1].